# Vlčice
Vlčice (deutsch Wildschütz) ist eine Gemeinde in Tschechien. Sie liegt sechs Kilometer westlich von Trutnov und gehört zum Okres Trutnov.

## Geographie

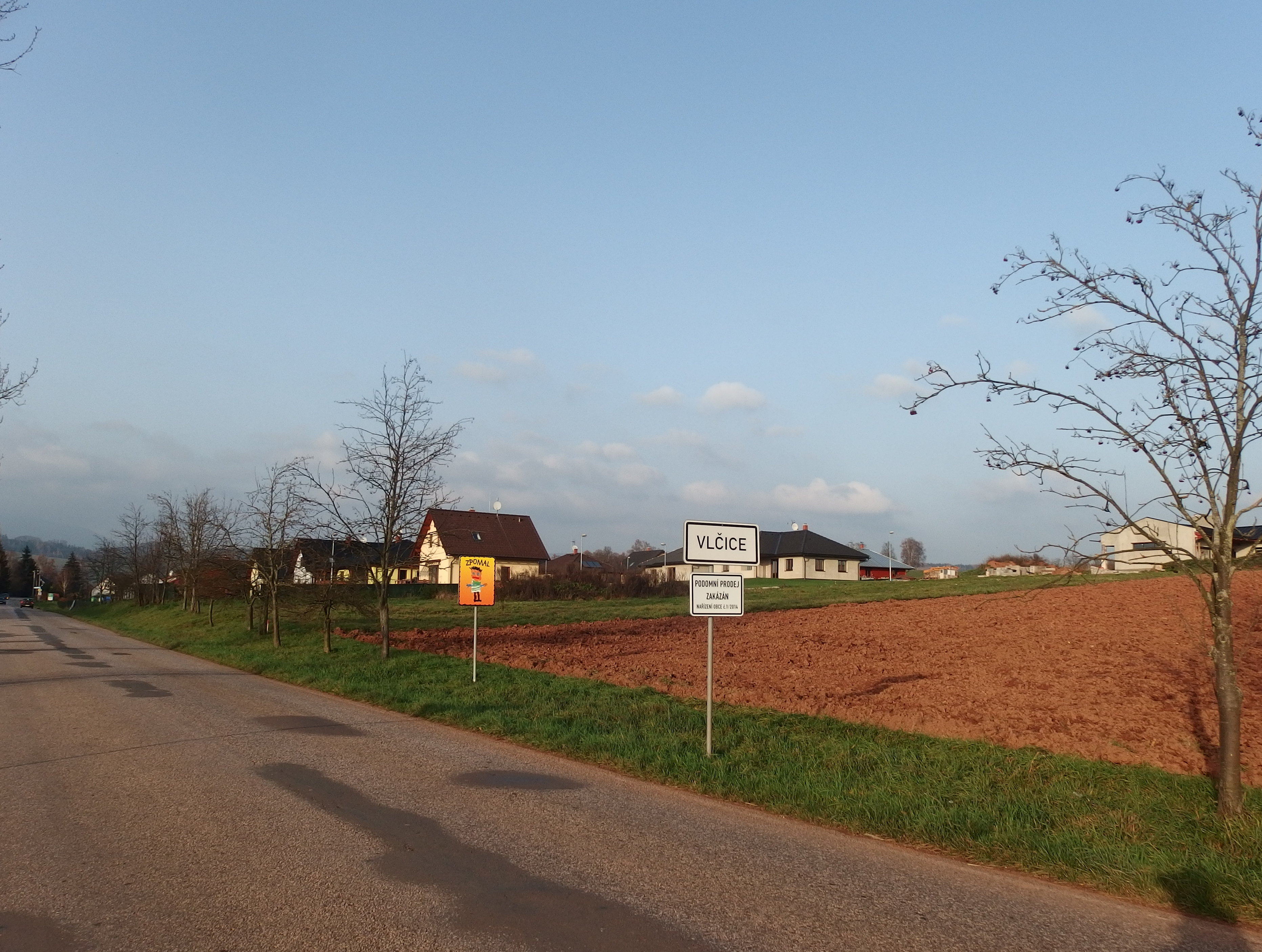
Vlčice

Vlčice erstreckt sich im Riesengebirgsvorland im Tal des Baches Vlčický potok. Nachbarorte sind Hertvíkovice und Hrádeček im Norden, Kalná Voda, Peklo und Horní Staré Město im Nordosten, Dolní Staré Město, Trutnov und Volanov im Osten, Oblanov, Dolníky, Třídomí, Severka und Dolní Staré Buky im Südosten, Letná und Pilníkov im Süden, Chotěvice, Karlovka, Lesní Domky und Čermná im Südwesten, Jánský Dvůr im Westen sowie Leopoldov und Javorník im Nordwesten.
Südlich des Dorfes verläuft die Bahnstrecke Velký Osek–Trutnov, die Bahnstation Vlčice liegt anderthalb Kilometer außerhalb des Dorfes an der Staatsstraße I/16 zwischen Trutnov und Pilníkov.

## Geschichte
Die erste schriftliche Erwähnung von Wilczicz erfolgte 1336 als Besitz des Ritters Otto Lapide, dessen Sitz die Burg Stein war. Der Name des Dorfes leitet sich vom slawischen Wort Vlk (Wolf) her. Im Jahre 1365 wurde der Ort als Wileschicz, ab 1384 als Wlczicz, 1542 als Wlczijcze und 1654 als Wlczicze bezeichnet. Seit dem Ende des 14. Jahrhunderts gehörte die Herrschaft zu den Besitzungen des Geschlechts Zilvár von Pilníkov, die die neue Burg Břecštejn erbauen ließen. Adam I. Silvar von Silberstein gab der Burg in den 1530er Jahren den neuen Namen Silberstein. Christoph Silvar von Silberstein ließ in den 1550er Jahren mitten in Vlčice eine neue Feste errichten. 1581 gaben die Silvar von Silberstein die Burg Pilníkov auf und machten Silberstein und Vlčice zu ihrem Hauptsitz. Wegen der Beteiligung am böhmischen Ständeaufstand verlor Adam Silber von Silberstein nach der Schlacht am Weißen Berg 1622 die Güter Vlčice, Třemešná und Třebňouševes. Seine Besitzungen wurden 1623 von der Böhmischen Kammer an Albrecht von Waldstein verkauft. Während des Dreißigjährigen Krieges wurde die Burg Silberstein ruiniert. 1675 erwarb Johann Adolf I. Fürst zu Schwarzenberg die Herrschaft Wildschütz mit dem Städtchen Pilníkov und dem wüsten Schloss Silberstein. Johann Adolf I. ließ 1682 auf den Fluren des aufgehobenen Meierhofes Silberstein am Fuße der Burgruine das Dorf Silberstein anlegen. Im Jahre 1775 war Vlčice eines der Zentren des Bauernaufstandes im Riesengebirgsvorland. Nach der Niederschlagung des Aufstandes am 26. März an den Humlově kopci wurden zehn der Rädelsführer hingerichtet. Johann Fürst von Schwarzenberg tauschte 1789 die aus 13 untertänigen Orten bestehende Herrschaft bei Kaiser Joseph II. gegen Borovany ein. 1790 kaufte der Arnauer Textilfabrikant Johann Franz Theer die Herrschaft, die dabei als Wildschütz bzw. Wlczicze bezeichnet wurde. 1834 bestand Wildschütz mit dem Johanneshof (Jánský Dvůr), der Stachelmühle, der Steinmühle und den Mohrner Häusern aus 185 Häusern und hatte 1256 Einwohner.
Nach der Aufhebung der Patrimonialherrschaften gehörte die Gemeinde Wildschütz/Vlčice mit den Ansiedlungen Silberstein/Silberštein, Höllenhäuser/Peklo und den Einschichten Johanneshof/Jánský Dvůr, Steinmühle/Kamenný mlýn und Stachelmühle/Ježův mlýn sowie drei Häuser von Javorník ab 1850 zum Gerichtsbezirk Trautenau bzw. zum Bezirk Trautenau und hatte 1308 Einwohner. Während der Schlacht bei Trautenau diente das Schloss 1866 als österreichisches Lazarett. 1869 lebten in den 201 Häusern der Gemeinde 1248 Menschen. Die Bahnstation Wildschütz wurde am 1. Oktober 1893 eingeweiht. Im Jahre 1900 bestand die Gemeinde aus 197 Häusern und hatte 1122 Einwohner. Danach war die Zahl der Einwohner weiter rückläufig. 1921 waren es 987 und 1930 957. Infolge des Münchner Abkommens wurde Wildschütz 1938 dem Deutschen Reich angeschlossen und gehörte bis 1945 zum Landkreis Trautenau. Nach dem Zweiten Weltkrieg kam der Ort zur Tschechoslowakei zurück. Infolge der Vertreibung deutscher Bewohner lebten 1950 in den 189 Häusern von Vlčice nur noch 504 Personen. 1961 war die Einwohnerzahl auf 436 und 1970 auf 424 gesunken. 1980 bestand Vlčice aus 97 Wohnhäusern und hatte 447 Einwohner. Der Tiefstand wurde 1991 erreicht, als in den 104 Häusern lediglich 397 Menschen lebten. Beim Zensus von 2001 wurden 412 Einwohner und 115 Wohnhäuser gezählt. Seit 2003 führt Vlčice ein Wappen und Banner. Im Jahre 2011 lebten in den 177 Häusern von Vlčice 499 Personen.

## Ortsgliederung
Für die Gemeinde Vlčice sind keine Ortsteile ausgewiesen. Vlčice besteht aus den Katastralbezirken Vlčice (mit Jánský dvůr) und Hrádeček (mit Peklo).

## Sehenswürdigkeiten
- Schloss Vlčice, der dreiflügelige Barockbau mit Park entstand zwischen 1794 und 1797 für Johann Franz Theer anstelle der alten Feste
- Kirche des hl. Adalbert, sie ist seit 1365 als Pfarrkirche nachweisbar, im 17. und 18. Jahrhundert erhielt sie ihre barocke Gestalt. In einer Seitenkapelle befindet sich die Familiengrablege des 1861 erloschenen Geschlechts Silber von Silberstein
- Barockes Pfarrhaus, errichtet 1724
- Friedhof mit Renaissancetor und klassizistischer Grabkapelle aus dem Beginn des 19. Jahrhunderts
- Ruine der Burg Břecštejn in Hrádeček
- Reste der Wachburg Horní Vlčice aus der zweiten Hälfte des 13. Jahrhunderts, nördlich des Dorfes, sie wurden 1974 entdeckt

## Söhne und Töchter der Gemeinde
- Wendelin Foerster (1844–1915), österreichischer Romanist